# Mockaroj
Mockaroj (čečensky Моцкъара, rusky Моцкарой) je středisková obec v okrese Galan-Čož na jihozápadě Čečenské autonomní republiky Ruské federace.

## Geografie
Obec se nachází na břehu řeky Bara poblíž jižní hranice okresu Ačchoj-Martan. Řeka pramení na východních svazích hory Jacebkort (2511 m n. m.) a je levostranným přítokem Argunu.

## Obyvatelstvo
Podle údajů z všeruského sčítání obyvatelstva žilo v obci v roce 2010 86 osob. K obci jako k střediskovému administrativnímu centru přináleží dalších 16 aulů a jednotlivých usedlostí, přičemž některé z nich jsou neobydlené. V roce 2010 bylo v těchto osadách napočítáno celkem 27 obyvatel. Těmito místními částmi, spadajícími pod střediskovou obec Mockaroj, jsou: Bara, Horní Bara, Bušni, Elparo, Erstacho, Chedecha, Choti, Goro, Idach, Ošni, Otty, Kenacho, Kere, Koriču, Šjunda a Tjecho.
Mockaroj býval sídlem rodového společenství Terloj, jednoho z devíti tukchumů, tvořících základ čečenské společnosti. V únoru roku 1944 bylo obyvatelstvo všech zdejších obcí, spolu s obyvateli celého Čečenska, násilně vysídleno a deportováno do Kazachstánu.